# The Spangle Maker
The Spangle Maker è un EP del gruppo musicale scozzese di rock alternativo Cocteau Twins, pubblicato dall'etichetta 4AD nell'aprile 1984.

## Tracce
1. The Spangle Maker – 4:40
2. Pearly-Dewdrops' Drops – 5:13
3. Pepper-Tree – 3:57

## Gruppo
- Elizabeth Fraser - voce
- Robin Guthrie - chitarra
- Simon Raymonde - basso